# Pingpongová diplomacie

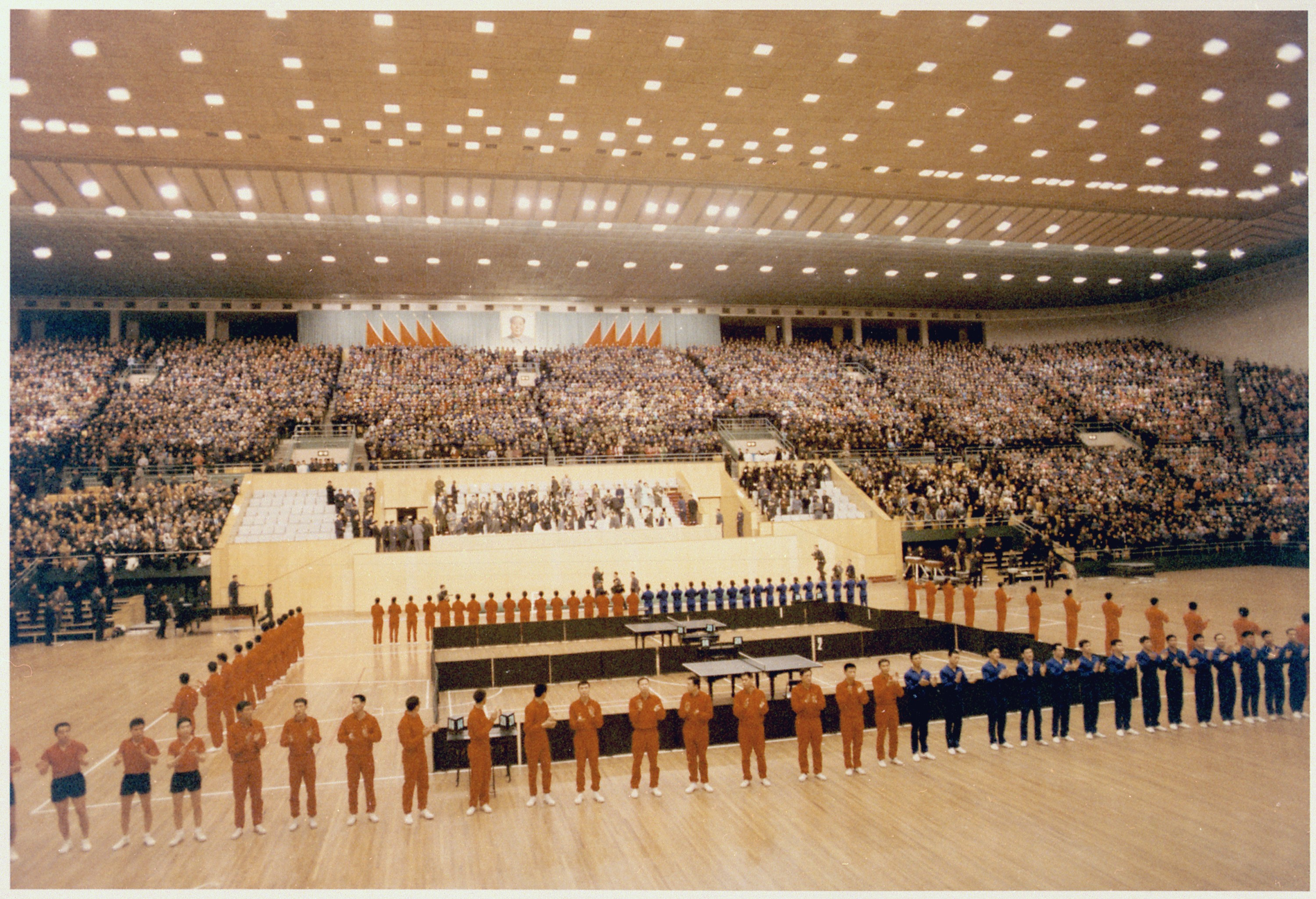
Prezident Nixon na návštěvě pekingské exhibice ve stolním tenise mezi čínským a americkým týmem, 23. února 1972

Pingpongová diplomacie (čínsky pchin-jinem Pīngpāng wàijiāo, znaky tradiční 乒乓外交) je termín označující proces normalizace vztahů mezi Spojenými státy americkými a Čínskou lidovou republikou na počátku 70. let 20. století. Impulsem k ní se stalo nečekané setkání amerických a čínských reprezentantů během mistrovství světa ve stolním tenisu v Nagoji roku 1971.

## Mistrovství světa v Nagoji
Světový šampionát ve stolním tenisu (pingpongu), jež se konal v únoru 1971 v Nagoji, byl po několika letech prvním, kterého se zúčastnila také reprezentace ČLR. Během tohoto šampionátu došlo k nečekanému kontaktu reprezentantů obou zemí, a to když jeden z amerických hráčů, Glenn Cowan, omylem při cestě z tréninku nastoupil do autobusu čínské reprezentace. Tam se k němu většina Číňanů chovala odměřeně, jelikož v Číně předtím byly slogany hlásající pád amerického imperialismu běžné a v lidech pěstovaly představu USA jakožto nepřítele. I přesto se nakonec čínský hráč Čuang Ce-tung dal s Američanem do řeči. Potřásli si rukou a vyměnili si dárky. Nedlouho na to byl americký tým pozván do Pekingu. Pozvání přijal a ve dnech 10.–17. dubna 1971 se stal první americkou delegací v ČLR od nástupu Mao Ce-tunga k moci v roce 1949.
K prvnímu kontaktu mezi ČLR a USA tak nedošlo na politickém poli, ale na poli sportovním, což oběma zemím vyhovovalo. Americký prezident Richard Nixon se již dříve vyjádřil, že by bylo na místě vztahy s ČLR normalizovat, ovšem kontakt na diplomatické úrovni byl oběma stranami považován za nemožný. Pokud by se Mao rozhodl k přímému kontaktování USA, zničili by ho levicoví radikálové v jeho straně, zatímco Nixon by byl podle republikánského práva obviněn z vlastizrady. Nixon se společně s poradcem pro otázky národní bezpečnosti Henrym Kissingerem domníval, že oteplení vztahů s Čínou uspíší řešení krize v Indočíně a zlepší vyjednávací pozici Spojených států ve vztahu k Sovětskému svazu. USA proto omezily embargo na obchod s Čínou.

## Diplomatické kontakty
První diplomatická návštěva se odehrála v tajnosti v červenci 1971. Henry Kissinger tehdy během své návštěvy v Pákistánu s tím, že se necítí dobře, požádal o pár dní odpočinku, načež mu tamní prezident ochotně nabídl k tomuto účelu své horské sídlo. Kissinger se však neodebral tam, nýbrž na letiště odkud dorazil do Pekingu, kde jednal s čínským premiérem Čou En-laiem. Jednání se týkalo Tchaj-wanu, Vietnamu a zamýšlené návštěvy prezidenta Nixona a trvalo 17 hodin. Následně byl Nixon oficiálně pozván, aby před květnem 1972 přijel do Pekingu. To americký prezident s radostí přijal a americké veřejnosti své rozhodnutí zdůvodnil tím, že trvalý mír je bez účasti ČLR a jejího početného lidu nemyslitelný. Richard Nixon navštívil Čínu v únoru 1972.
Podruhé navštívil Kissinger Peking v říjnu téhož roku. Jednání tentokrát trvalo 40 hodin a vztahovalo se především k přípravě komuniké, jež mělo být podepsáno prezidentem Nixonem při jeho návštěvě. Kritickým bodem jednání se ukázal být Tchaj-wan. Obě strany se nakonec shodly na tvrzení, že Číňané na obou stranách úžiny tvrdí, že je jen jedna Čína.
Po těchto jednáních USA podpořily návrh na vstup ČLR do OSN, což vynutilo odchod zástupců Čínské republiky na Tchaj-wanu a přimělo vlády mnohých zemí diplomaticky uznat vládu v Pekingu a tedy přerušit kontakty s vládou v Tchaj-peji.
Tehdejší největší československý deník Rudé právo sbližování Číny a USA popisoval jako protisovětské a antikomunistické.